# The Old Man and the "C" Student
«The Old Man and the "C" Student» —«El viejo y el alumno insolente» en España y «El anciano y el estudiante con bajas calificaciones» en Hispanoamérica— es el vigésimo episodio de la décima temporada de Los Simpson, emitido por primera vez el 25 de abril de 1999 en FOX. En el capítulo, después de ofender al Comité Olímpico Internacional durante su visita a la escuela primaria de Springfield, los estudiantes son obligados a realizar veinte horas de servicio comunitario. Bart es enviado al asilo —donde Lisa ya trabajaba voluntariamente— y se da cuenta de la depresión que los ancianos sufren cada día. Mientras tanto, Homer trata de vender resortes como mascotas olímpicas.
El episodio fue dirigido por Mark Kirkland y fue el primero que escribió Julie Thacker para la serie. Mientras la trama que involucra a Bart fue ideada por ella, la otra que protagoniza Homer con sus resortes fue concebida por su marido, Mike Scully, quien también era el productor ejecutivo y showrunner del capítulo. Jack LaLanne apareció como estrella invitada. En su emisión original, aproximadamente 6.9 millones de espectadores vieron el episodio y después se lanzó en la colección para DVD, The Simpsons: The Complete Tenth Season, cuando recibió críticas mayoritariamente satisfactorias.

## Sinopsis
El episodio comienza con una carta de Lisa que es enviada al Comité Olímpico Internacional (COI) para pedir que la antorcha olímpica pase por Springfield. Sin embargo, cautivados por la escritura, el COI decide llevar no solo la antorcha, sino también los Juegos Olímpicos al pueblo. Para honrar la competición, la organización decide abrir un torneo para elegir la mascota oficial de los juegos, que gana Homer con Springy —«Muellín» en España y «Resortín» en Hispanoamérica—, basado en un resorte, contra Patty y Selma, quienes presentaron a Cigi —«Cigarrín» en España—, basado en un cigarro. Cuando llegan los inspectores del COI, Bart hace un monólogo humorístico que resulta ofensivo para los ciudadanos extranjeros y que solo hace gracia al director Skinner, Homer y a los niños, por lo que finalmente descartan la candidatura de Springfield y se van a Shelbyville. En consecuencia, el superintendente Chalmers culpa a Skinner de poner a Bart a contar sus chistes xenófobos y, para evitar ser despedido, Skinner condena a los niños a veinte horas de servicio comunitario. Tras enviar a Milhouse a recoger residuos médicos a la playa y a Martin a comenzar un programa de baloncesto entre bandas rivales, el director asigna a Bart al hogar del jubilado de Springfield, donde Lisa ya trabajaba de forma voluntaria. Allí, Bart queda deprimido al ver las pocas cosas que los ancianos tienen permitidas hacer.
Mientras tanto, Homer recibe mil resortes que tenía intención de vender como mascotas olímpicas. De hecho, intenta usar varios planes de ganancias rápidas, pero fracasa completamente debido a que los ciudadanos odian el discurso cómico de Bart, así que decide arrojarlos por el inodoro. Por otro lado, Lisa promueve a los ancianos a que usen la imaginación, pero cuando van a comenzar aparece su hermano y los saca del asilo para que tengan un momento para sentirse en libertad. A continuación, Bart lleva a los jubilados a un viaje por la ciudad y después a un paseo en barco, y aunque Lisa al principio está impactada por lo que estaba pasando, finalmente queda impresionada por lo que Bart hacía por los señores mayores. Es más, los ancianos se estaban divirtiendo hasta que el barco se estrella con la goleta de Montgomery Burns, momento en el que todos se vuelven contra Bart, aunque Abe Simpson —abuelo de Bart y Lisa— le defiende al decir que hace años que no se divertían así. El barco comienza a hundirse, pero los resortes que había tirado por el inodoro Homer hacen que el barco se mantenga a flote el tiempo suficiente como para que la guardia costera los rescate. Bart termina el tiempo de su servicio a la comunidad, pero se compromete a seguir ayudando a que los jubilados se lo pasen bien.

## Producción

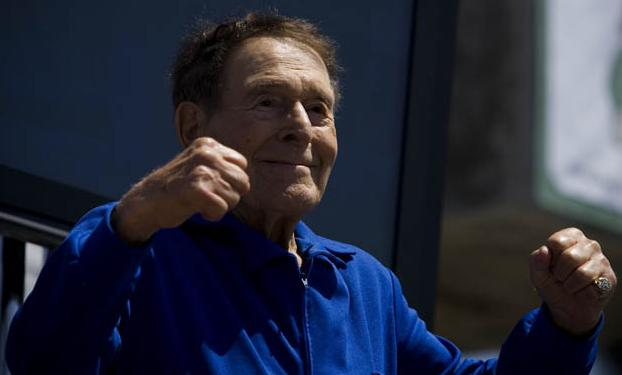
El experto en forma física Jack LaLanne (en la imagen) se representó a sí mismo en el episodio.

«The Old Man and The "C" Student» fue dirigido por Mark Kirkland y fue el primer episodio que escribió Julie Thacker para Los Simpson. Su argumento está basado en un «desastroso» programa escolar, en el que los estudiantes tenían que participar en el servicio comunitario para poder avanzar al siguiente curso. Thacker, cuya hija mayor estaba estudiando en la escuela, fue inscrita para hacer servicio comunitario en un lugar para ancianos de la ciudad en la que vivía. Esta anécdota es la que se convirtió en la historia principal del episodio, mientras que la secundaria, que involucraría a Homer vendiendo muelles, fue concebida por Mike Scully, marido de Thacker, así como productor ejecutivo y showrunner del capítulo.
En una escena del episodio, Lenny coge uno de los muelles de Homer y se le engancha en el ojo. Ese momento se convirtió en una secuencia cómica habitual que, según Thacker, «comenzó la tendencia» con «The Old Man and The "C" Student». Por otro lado, el baile que realizan los niños para el jurado de los Juegos Olímpicos fue mostrado durante la edición inicial por el escritor de Los Simpson, George Meyer. Más tarde, cuando Meyer vio el capítulo, descubrió el «horror» de que le habían puesto como coreógrafo en los créditos al final. También destacó Jack LaLanne, un experto estadounidense en fitness que se interpretó a sí mismo. En los comentarios para DVD, Scully dijo que LaLanne fue «muy divertido» y que «aportó [con] una buena actuación». Las líneas de LaLanne fueron grabadas de forma separada a las del resto del reparto. La canción que suena cuando Bart libera a los ancianos es «Can't Buy Me Love», que también lo hace durante los créditos de cierre. Aunque la versión original es interpretada por The Beatles, la que se escucha en el episodio fue realizada por NRBQ.